# Carlos Zibecchi
Luis Carlos Zibecchi (Coronel Pringles, 6 de abril de 1947-Progreso, 1 de enero de 2013) fue un futbolista argentino.

## Trayectoria

### Como futbolista
En sus comienzos estuvo en las juveniles del Club Independiente de Coronel Pringles, desde donde pasó a las divisiones inferiores del Club Estudiantes de La Plata.
Integrante de la divisional de Estudiantes denominada la Tercera que mata, debutó en primera división a los 18 años. Quedó en la memoria de muchos por aquel gol olímpico que le propinó a Antonio Roma, arquero de Boca Jrs.
Más tarde jugaría en Banfield y Colón de Santa Fe, siendo transferido en 1973 a México, jugando allí en equipos como Puebla, el desaparecido equipo de Laguna, Torreón y Toros Neza, regresando luego al fútbol argentino, retirándose en 1983, defendiendo los colores de Aldosivi de Mar del Plata. 
También jugó en el Club Defensores de Cambaceres de Ensenada en el Torneo de Primera "C" de 1983, donde compartió equipo con Osvaldo Potente y Alfredo Letanú, un elenco que no cumplió con las expectativas y terminó perdiendo la categoría.

### Como director técnico
Ya como director técnico, hizo sus primeras armas en las divisiones inferiores del club de sus amores, Estudiantes de La Plata, para que en 1987 arribe, en la que sería, su segunda casa, al club San Martín de Progreso, recomendado por Gustavo Ripcke (excompañero en Colón).
Así, hasta 1991, Zibechi fue el total responsable de todo lo a futbol se refería en Progreso, logrando que los clubes de toda la región tomen a San Martín como el equipo a vencer, no solo por los resultados deportivos, sino por el respeto y la enseñanza que logró imponer en sus dirigidos. Luego, “El Piojo” tendría dos pasos más por San Martín, entre 1995 y 1998, siendo su regreso y despedida en 2005.
Además de San Martín de Progreso, Carlos Zibechi dirigió en otros clubes de la región como Santo Domingo, Sarmiento, Elisa, Hipatia, dejando en todos ellos, su huella futbolística.

## Vida personal y reconocimiento
Cuando se retiró de la dirección técnica del fútbol, se radicó definitivamente con su familia en la localidad de Progreso, donde falleció el 1 de enero de 2013.
Una de las tribunas del estadio de Independiente de Coronel Pringles lleva su nombre.

## Palmarés
| Equipo                  | País      | Título                   | Año  |
| ----------------------- | --------- | ------------------------ | ---- |
| Estudiantes de La Plata | Argentina | Campeonato Metropolitano | 1967 |

## Plantel del Club Puebla
- Plantel del Club Puebla 1973/74 (mal llamado "Juan Carlos Zivencci" o "Zibecci")
- Plantel del Club Puebla 1974/75 (mal llamado "Zibercchi")
- Plantel del Club Puebla 1975/76 (mal llamado "Juan Carlos Zibecchi" o "Zivenchi")
- Plantel del Club Puebla 1976/77 (mal llamado "Juan Carlos Zibecchi", "Civenchi", "Zivenchi" o "Cibencchi")

## Estadísticas
- Ficha de Luis Carlos Zibecchi en BDFA

- Datos: Q121519743